# Monts Kaçkar
Les monts Kaçkar, appelés monts Cauron jusqu'au XIe siècle et parfois monts du Lazistan, sont un massif montagneux du Nord-Est de l'Anatolie, en Turquie. Ils constituent la partie la plus élevée des Alpes pontiques. Kaçkar signifie « bien enneigés » en turc.

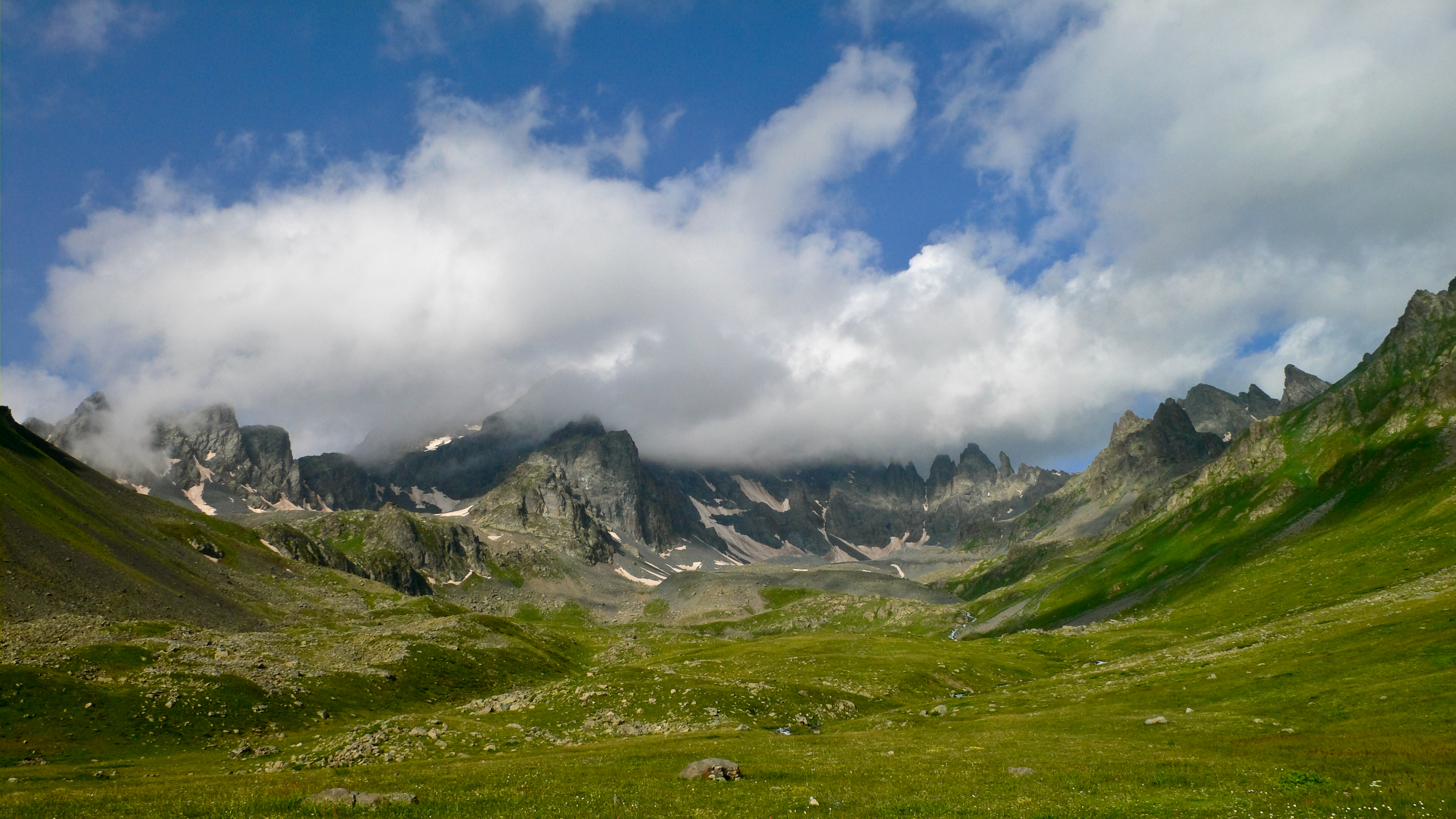
Vue des monts Kaçkar.